# جزیره اشک
جزیره اَشک یکی از جزایر دریاچه ارومیه است. این جزیره زیستگاه پرندگان کوچ‌رو مانند تنجه، آنقوت، کاکایی ، مرغ‌آتش و حتی پلنگ می‌باشد. گوزن زرد ایرانی از جمله گونه‌های جانوری این جزیره می‌باشد. وسعت جزیره اشک ۱۲۵۰ هکتار است.
این جزیره از نقاط دیدنی و زیبای ایران است 